# 攻撃斜面

河川の曲部の断面図。

攻撃斜面（こうげきしゃめん、英語: undercut slope:64）、または水衝部:191（すいしょうぶ）は、湾曲している河川の外側に形成される斜面地形で、滑走斜面と対をなすものである:3161。
直線部から曲線部に河川が移行する際、水流は直線を保とうとするため攻撃斜面付近において川面の高さは最も高くなる。このため河床付近においては表面の流れとは逆向きに、河川の滑走斜面に向かった流れが発生し、これがポイントバーを形成する。すなわち侵食と堆積が同時に発生するため、川幅は変化せず攻撃斜面が形成された方向に河川の湾曲が進行する:191。